# Präsidentschaftswahl in Finnland 1956

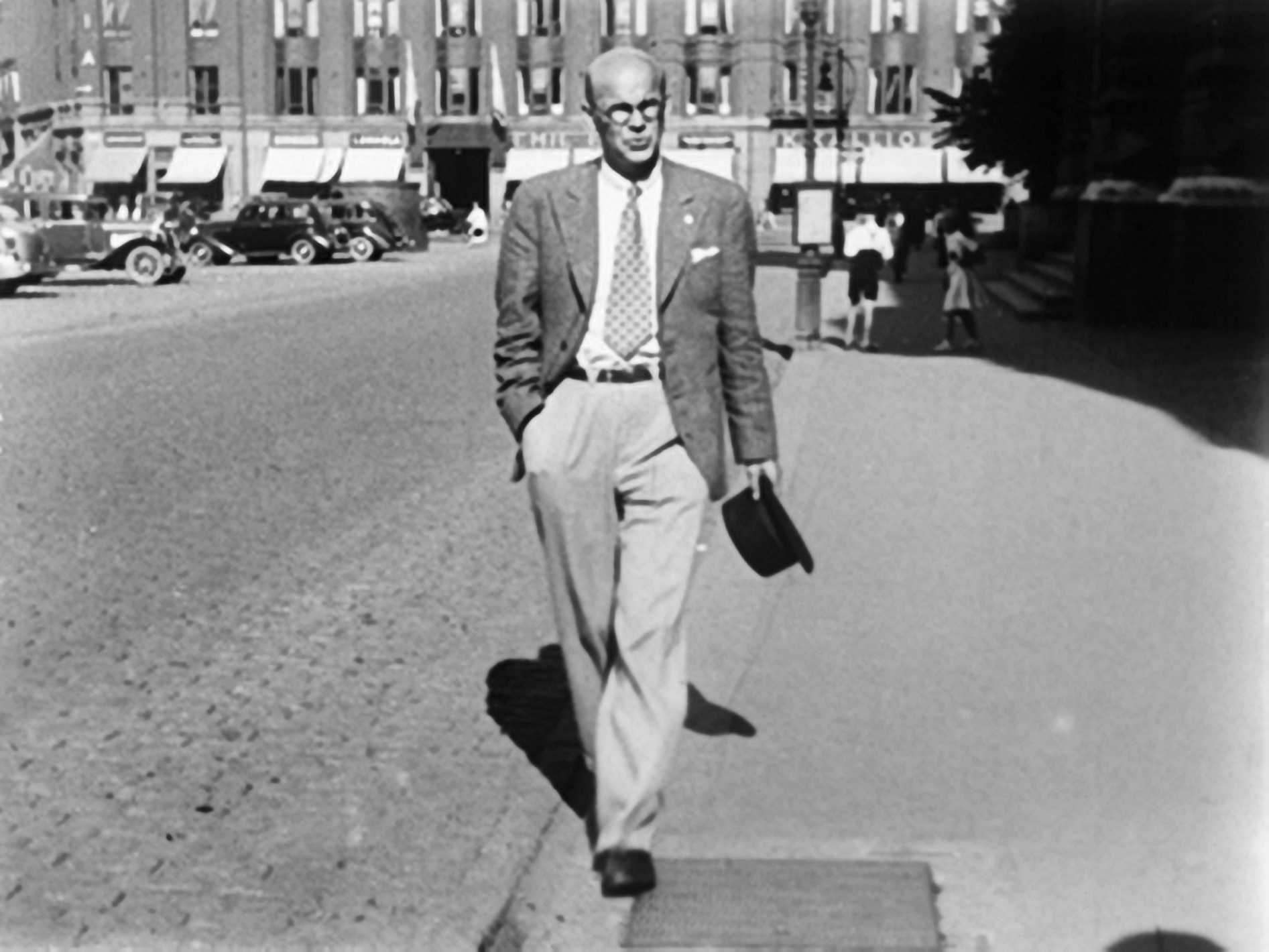
Urho Kekkonen

In der Präsidentenwahl in Finnland 1956 wurde Urho Kekkonen erstmals zum Präsidenten der Republik Finnland gewählt. Das Vorfeld der Wahl war von einer starken Polarisierung der politischen Landschaft in Kekkonen-Befürworter und -Gegner geprägt. Kekkonens hauptsächliche Gegenkandidaten waren der Sozialdemokrat Karl-August Fagerholm sowie der für die konservative Opposition antretende Sakari Tuomioja. Im Wahlkampf standen sich pointiert die von Kekkonen verkörperte Politik der Annäherung an die Sowjetunion und die von seinen Gegnern propagierte unabhängigere und westlich orientierte Politik gegenüber.
Die Wahlen zum Wahlmännerausschuss am 16. und 17. Januar 1956 stärkten Kekkonen, ergaben jedoch keine klaren Mehrheiten. Die eigentliche Präsidentenwahl durch den Wahlmännerausschuss am 15. Februar 1956 gestaltete sich dramatisch. Im zweiten Wahlgang brachten die konservativen Parteien den Amtsinhaber Juho Kusti Paasikivi als neuen Kandidaten ins Spiel. Taktisches Wahlverhalten der kommunistischen Volksdemokraten sorgte aber dafür, dass sich im als Stichwahl ausgestalteten dritten Wahlgang Kekkonen und Fagerholm gegenüberstanden. Hier gewann Kekkonen schließlich mit 151 zu 149 Stimmen. Das Zustandekommen der knappen Mehrheit sorgte in Finnland für jahrzehntelange Spekulationen.

## Amt und Wahlverfahren
Zu den prägenden Zügen der finnischen Verfassung von 1919 gehörte die starke Stellung des Präsidenten. Der Präsident war der Oberbefehlshaber der Armee, die Außenpolitik unterstand seiner Autorität. Er hatte das jederzeitige Recht, das Parlament nach eigenem Ermessen aufzulösen und Neuwahlen anzusetzen. Vom Parlament beschlossene Gesetze bedurften grundsätzlich der Unterschrift des Präsidenten. Verweigerte er die Ausfertigung, konnte das Gesetz erst nach den nächsten Parlamentswahlen durch das neue Parlament erneut beschlossen werden. In diesem Fall trat es auch ohne die Ausfertigung des Präsidenten in Kraft.
Die Wahl des Präsidenten erfolgte für eine Amtszeit von sechs Jahren über ein direkt vom Volk gewähltes, mit 300 Personen besetztes Wahlmännergremium. In den Wahlen zum Wahlmännerausschuss traten regelmäßig Wahlbündnisse an, die jeweils einen konkreten Präsidentschaftskandidaten unterstützten. In der Ausübung ihres Mandats waren die Wahlmänner aber frei, und es war weder ausgeschlossen noch unüblich, dass auch noch während des Wahlverfahrens im Wahlmännerausschuss neue Kandidaten ins Spiel gebracht wurden. Im Wahlmännerausschuss wurde der Präsident in bis zu drei Wahlgängen gewählt. In den ersten beiden Wahlgängen war die absolute Mehrheit der Wahlmänner erforderlich. Soweit kein Kandidat diese Mehrheit erreichte, fand zwischen den beiden Kandidaten mit den meisten Stimmen ein Stichentscheid im dritten Wahlgang statt.

## Ausgangslage
Zum Zeitpunkt der turnusmäßigen Wahl des finnischen Präsidenten im Jahr 1956 war der amtierende Präsident Juho Kusti Paasikivi 85 Jahre alt. Paasikivi hatte in seiner seit 1946 andauernden Amtszeit die Nachkriegspolitik Finnlands geprägt. Sein Name stand für eine Politik der Versöhnung und der freundschaftlichen Beziehungen zum ehemaligen Kriegsgegner Sowjetunion und für eine größtmögliche Enthaltung Finnlands aus den Interessengegensätzen der Großmächte. Diese sogenannte Paasikivi-Linie stand innenpolitisch einer starken Opposition gegenüber, die sich aus dem konservativen Lager mit der Nationalen Sammlungspartei an der Spitze bis in die westlich und antikommunistisch orientierte Sozialdemokratische Partei erstreckte.
Zu den wichtigsten personellen Stützen der Paasikivi-Linie gehörte seit Jahren Urho Kekkonen aus der bäuerlichen Partei Landbund. Stärker noch als Paasikivi vertrat Kekkonen neben den Sowjetbeziehungen eine auch innenpolitische Einbindung der finnischen Kommunisten in die Verantwortung. Kekkonen war bereits 1944/45 als Justizminister unter Ministerpräsident Paasikivi an der Koalition der „großen Drei“ aus Landbund, Sozialdemokraten und der parlamentarischen Organisation der Kommunisten, der Demokratischen Union des Finnischen Volkes (Volksdemokraten), beteiligt. Unter Paasikivis Präsidentschaft war Kekkonen zwischen 1950 und 1956 in insgesamt fünf Regierungen Ministerpräsident.
Die Regierungen dieses Zeitraums, neben Kekkonens Regierungen noch je ein Kabinett unter Sakari Tuomioja und Ralf Törngren, stürzten immer wieder über innenpolitische Krisen. Die stets außer Kontrolle zu geraten drohende Inflation schürte immer neue Arbeitskämpfe, in deren Schusslinie wegen der starken Regulierung der Wirtschaft auch stets die Regierung stand. Die Streiks waren aber auch immer wieder Mittel im politischen Machtkampf, insbesondere auch zwischen Sozialdemokraten und Kommunisten, die um die Beherrschung der Gewerkschaften wetteiferten. Insbesondere Kekkonens Regierungen hatten gleichzeitig mit schwerer Kritik aus dem konservativen Lager, aber auch aus dem rechten Flügel des Landbundes selbst zu kämpfen, die sich an der außenpolitischen Linie ebenso entzündete wie an den kostenträchtigen Maßnahmen zur Eindämmung der Inflation.
Als Vertrauter Paasikivis und langjähriger Ministerpräsident war Kekkonen ein offensichtlicher Kandidat für die Nachfolge des Präsidenten. Dagegen formierten sich die politischen Gegner im Wesentlichen mit dem gemeinsamen Ziel, den Aufstieg Kekkonens zum Präsidenten zu verhindern. So formulierte Vorstandsmitglied Lauri Aho in der Sitzung des Parteirates der Sammlungspartei:

„Wenn man die kommende Präsidentenwahl einfach und völlig offen charakterisieren wollte, dann ist die Frage die, ob aus Doktor Kekkonen im nächsten Februar das Oberhaupt der Republik wird oder nicht.“

Die stärkste Partei Finnlands, gemessen an der Vertretung im Parlament, waren die Sozialdemokraten, die in den 1954 abgehaltenen Wahlen 54 der 200 Sitze errungen hatten. Ihnen folgten der Landbund mit 53 Sitzen und die Volksdemokraten mit 43 Sitzen. Die Sammlungspartei gehörte mit 24 Sitzen schon zu den kleineren Parteien. Die mittelständische Volkspartei Finnlands verfügte über 13, die als Interessenvertreterin der schwedischsprachigen Minderheit agierende Schwedische Volkspartei über 12 Mandate.

## Kandidaten
Die im Parlament vertretenen Parteien entschieden sich durchgehend dafür, jeweils eigene Kandidaten für die Präsidentenwahl aufzustellen und auf Wahlbündnisse zu verzichten. Die zu erwartende Zuspitzung auf die Frage für oder gegen Kekkonen war aber schon bei der Kandidatenwahl ein wichtiger Faktor.

### Kekkonen
Der Landbund war die erste Partei, die offiziell ihren Präsidentschaftskandidaten benannte. Bereits ab September 1954 begannen die Bezirksverbände, Urho Kekkonen zu ihrem Kandidaten zu erklären. Im November beschloss Kekkonens Heimatverband, der Bezirksverband Kainuu, eine entsprechende formelle Nominierungsvorlage an den Parteirat.
Völlig einmütig erfolgte die Nominierung Kekkonens jedoch nicht. Kekkonen war in seiner eigenen Partei nie unumstritten gewesen. Insbesondere der rechte Parteiflügel hatte den wachsenden Einfluss Kekkonens teilweise erbittert bekämpft. Wie auch bei den Kritikern aus anderen Parteien war der hauptsächliche Reibungspunkt die Annäherungspolitik an die Sowjetunion. Innerparteilich hatte aber auch Kekkonens Neigung für Ärger gesorgt, wichtige politische Entscheidungen ohne Konsultation der Parteiorgane zu fällen. Die innerparteiliche Opposition war im Laufe der Fünfzigerjahre schwächer geworden, aber nicht erloschen. So stellte der Bezirksverband Mittelösterbotten nur fünf Tage nach dem Beschluss aus Kainuu Viljami Kalliokoski als Gegenkandidat auf. Kalliokoski war seit 1922 fast durchgehend Parlamentsabgeordneter und war von 1941 bis 1945 Vorsitzender der Partei. Als Vertreter der alten Politik gehörte er zu den Kräften, die 1945 insbesondere auf Betreiben Kekkonens aus der Politik gedrängt wurden.
In seiner Entscheidung am 9. Dezember 1954 stellte sich der Parteirat mit deutlicher Mehrheit, 62 gegen 10 Stimmen, hinter Kekkonen, der so als Kandidat nominiert wurde. Die innerparteiliche Opposition hielt in der Folge noch an Kalliokoski als einer Art Reservekandidat fest. Im März 1955, als Kekkonen wegen einer angeblichen Verwicklung in eine Schlägerei in die Kritik geriet, stellte sich die Opposition auch öffentlich gegen diesen. Letztlich drang die Opposition aber nicht durch. Die Bezirksversammlungen der Partei im September 1955 stellten sich einmütig hinter Kekkonen und stellten für die Wahlmännerwahl ausschließlich Kandidaten auf, die diesen klar unterstützten.

### Fagerholm
In der sozialdemokratischen Partei führte die Kandidatenkür zu einer Spaltung in zwei Lager. Der profilierteste Politiker der Partei in der Nachkriegszeit war Karl-August Fagerholm. Er hatte zwischen 1948 und 1950 als Ministerpräsident einer sozialdemokratischen Minderheitsregierung vorgestanden. In dieser Zeit war es ihm gelungen, den nach dem Krieg entstandenen Einfluss der Kommunisten in Politik und Gesellschaft zurückzudrängen. In diese Phase war allerdings auch eine Verhärtung in den Beziehungen zur Sowjetunion gefallen. Seit der Ablösung seiner Regierung bis zur Präsidentenwahl 1956 war Fagerholm als Parlamentspräsident formell zweithöchster Amtsträger Finnlands.
Teile der Partei hatten jedoch Bedenken gegen die Kandidatur Fagerholms. Er wurde als zu sowjetfreundlich eingeschätzt, um als Gegenkandidat Kekkonens in einer möglichen Stichwahl auch die Stimmen des rechten Lagers auf sich vereinigen zu können. Daher wurde als Alternative Väinö Tanner ins Spiel gebracht. Der 74-jährige Tanner gehörte zu den bedeutendsten Politikern in der Zeit vor und während des Krieges. Als Mitglied des engsten Regierungskreises bis 1944 hatte er maßgeblichen Einfluss auf die finnische Kriegspolitik und gehörte in den Augen der Sowjetunion zu den hauptsächlichen Kriegsschuldigen. So musste er sich nach Kriegsende auch zunächst aus der Politik zurückziehen und wurde 1946 im Kriegsschuldprozess zu einer Haftstrafe verurteilt. In den Fünfzigerjahren kehrte er in die Politik zurück und genoss in seiner Partei hohes Ansehen, wenn er auch zu diesem Zeitpunkt kein formelles Amt innehatte.
Auf dem Parteitag ließ dessen Verfahrensausschuss zur Klärung der Stimmungslage eine inoffizielle Abstimmung durchführen. Über deren Ausgang gehen die Erinnerungsbilder auseinander. Fagerholm erinnert sich, eine Stimme mehr als Tanner erhalten zu haben. Tanner-Biograf Ilkka Hakalehto berichtet dagegen von einem Zweistimmenvorsprung für Tanner. Klarheit schaffte der Stimmgang jedenfalls nicht. Tanner hatte allerdings eine deutliche Unterstützung in der Partei zur Bedingung für seine Kandidatur gemacht. Der Verfahrensausschuss des Parteitages stellte sich daher nach Abstimmung auf den Standpunkt, dem Parteitag lediglich Fagerholm für die eigentliche Kandidatenwahl vorzuschlagen. Dieser wurde damit zum sozialdemokratischen Präsidentschaftskandidaten.

### Übrige Kandidaten
Die Demokratische Union des Finnischen Volkes bemühte sich zunächst, sich mit den Sozialdemokraten auf einen gemeinsamen Kandidaten der Arbeiterbewegung zu verständigen. Die Verhandlungen verliefen jedoch ergebnislos. So stellten die Volksdemokraten ihren Abgeordneten Eino Kilpi auf. Kilpi war ursprünglich Sozialdemokrat und von 1932 bis 1947 Chefredakteur des Parteiorgans Suomen Sosialidemokraatti gewesen. Er gehörte in der Schlussphase des Krieges zur sogenannten Friedensopposition, die einen schnellen Sonderfrieden mit der Sowjetunion befürwortete. In der Koalition der „großen Drei“ von 1946 bis 1948 war er zunächst Bildungs- und dann Innenminister. In dieser Zeit wechselte er in die Reihen der Volksdemokraten.
Die konservative Sammlungspartei tat sich zunächst schwer bei der Suche nach einem Kandidaten, der in einer Stichwahl gegen Kekkonen in der Lage wäre, die Stimmen der Kekkonengegner auf sich zu vereinen. Vergeblich bemühte man sich, Nobelpreisträger Artturi Ilmari Virtanen oder Erzbischof Ilmari Salomies als Kandidaten zu gewinnen. Schließlich entschied sich die Partei im April 1955 für den damaligen Botschafter in London, Sakari Tuomioja. Tuomioja war von 1945 bis 1955 Chef der finnischen Zentralbank gewesen. Er diente als Minister in mehreren Regierungen und war von 1953 bis 1954 selbst Ministerpräsident einer Übergangsregierung. Tuomioja selbst war Mitglied der Kleinpartei Liberaler Bund, die ihn ebenfalls als Kandidaten benannte.
Die Volkspartei Finnlands ging mit dem Oberbürgermeister von Helsinki, Eero Rydman, ins Rennen. Die Schwedische Volkspartei vertraute auf Ralf Törngren, der in zahlreichen Regierungen Minister gewesen war und 1954 als Vermittlungslösung die Führung einer ansonsten aus Landbund und Sozialdemokraten gebildeten Regierung übernommen hatte.

## Wahlkampf
Der Präsidentschaftswahlkampf Urho Kekkonens wurde durch eine effiziente Parteiinfrastruktur gestützt, die vom Generalsekretär des Landbundes, Arvo Korsimo, seit 1950 nachdrücklich entwickelt worden war. Sie beruhte auf einem Netz von lokalen Verbindungspersonen, die durch Schulungen auf den Wahlkampf vorbereitet und durch persönliche Treffen mit Kekkonen motiviert wurden. Kekkonen selbst sprach landesweit auf 253 Wahlveranstaltungen.
Sachlich konzentrierte sich die Kampagne auf das Thema der friedlichen Weiterentwicklung des Landes unter der außenpolitischen Führung Kekkonens. Kekkonen wurde als Fortführer der erfolgreichen Paasikivi-Linie dargestellt. Einen besonderen Schub erhielt diese Strategie im Herbst 1955, als Kekkonen gemeinsam mit Präsident Paasikivi nach Moskau reiste und beide dort die Zusage erhielten, dass die Sowjetunion die Halbinsel Porkkala, die Finnland nach dem Krieg als sowjetischen Militärstützpunkt hatte abtreten müssen, im Januar 1956 vorzeitig zurückgeben würde. In der Wahlpropaganda stellte man den Anteil Kekkonens an diesem Erfolg in den Vordergrund und begann, von der Paasikivi-Kekkonen-Linie zu sprechen.
Die Sozialdemokraten bewarben ihren Kandidaten mit dem Slogan „Fagerholm – Ein Mann des Volkes an die Spitze des Volkes.“ Die Kampagne blieb in ihrem Nachdruck hinter der Maschinerie des Landbundes zurück. Nach Einschätzung des den Sozialdemokraten nahestehenden Geschäftsmannes Kalle Kaihari lag dies einerseits am Fehlen eines Machers vom Kaliber Korsimos, andererseits an der in der Kandidatenkür aufgetretenen Spaltung der Partei. Im Übrigen war der sozialdemokratische Wahlkampf in erster Linie von der Gegnerschaft gegen Kekkonen einerseits und gegen die radikale Linke andererseits getragen. Generalsekretär Väinö Leskinen stellte im Januar 1956 fest:

„Wenn nicht Fagerholm, dann wenigstens nicht Kekkonen. In diesem Land darf kein Präsident mit Hilfe der Kommunisten gewählt werden.“

Besonders aggressiv bezog das rechte Parteienspektrum, allen voran die Sammlungspartei, Stellung gegen Kekkonen. Seine maßgebliche Rolle an den Kriegsschuldprozessen prangerte man als ebenso vaterlandslos an wie die Politik der Zugeständnisse an die Sowjetunion. Die Wahl Kekkonens zum Präsidenten würde die Rückkehr der Kommunisten in die Regierung bedeuten. Die Angriffe gingen auch in die persönliche Ebene. Kekkonens Lebenswandel sei unstet, er sei streitsüchtig und gewalttätig. Diese Beschuldigungen erhielten im Februar 1955 besonderen Auftrieb, als Kekkonen angeblich betrunken in eine Schlägerei mit seinem ehemaligen Weggefährten und nunmehrigen Gegner Tauno Jalanti verwickelt war. Die Flut der Kritik wurde begleitet von mehreren aus dem Boden gestampften Boulevardzeitungen, die sich auf Berichterstattung über Kekkonens Verfehlungen spezialisierten.
Der Wahlkampf der Volksdemokraten enthielt sich dagegen weitgehend irgendwelcher Stellungnahmen zu Kekkonen. Die Propaganda richtete sich gegen den „das Großkapital repräsentierenden“ Tuomioja und den „rechten Sozialdemokraten“ Fagerholm. Sie stellte heraus, dass an Fagerholm gegebene Stimmen sich am Ende als Stimmen für Tuomioja entpuppen könnten. In der späteren innerparteilichen Diskussion wurde das schwache Abschneiden Kilpis insbesondere damit begründet, dass früh erkennbar geworden war, dass Kekkonen für die Kommunisten eine akzeptable Alternative sei, und dass die Wähler sich deshalb sogleich letzterem zugewandt hätten.
Der Wahlkampf aller Parteien fand in erster Linie auf Wahlveranstaltungen und über die Presse statt. Im öffentlichen Rundfunk Finnlands durften die Kandidaten in den zwei Monaten vor der Wahl nicht erscheinen. Ausnahme war eine Programmreihe im Januar, in der jeder Kandidat sich einmal im Monologstil äußern durfte.

## Wahlen zum Wahlmännerausschuss
| Kandidat        | Wahlmänner | Stimmen | Anteil |
| --------------- | ---------- | ------- | ------ |
| Urho Kekkonen   | 88         | 510 783 | 26,9 % |
| K.A. Fagerholm  | 72         | 442 408 | 23,3 % |
| Sakari Tuomioja | 57         | 372 973 | 19,7 % |
| Eino Kilpi      | 56         | 354 575 | 18,7 % |
| Ralf Törngren   | 20         | 130 145 | 6,9 %  |
| Eero Rydman     | 7          | 85 690  | 4,5 %  |

Die fünften Wahlen zum Wahlmännerausschuss im unabhängigen Finnland wurden am 16. und 17. Januar 1956 abgehalten. Erstmals ermöglichte das Wahlgesetz die Stimmabgabe auch in Krankenhäusern, den finnischen Botschaften und auf finnischen Schiffen im Ausland. Die Wahlbeteiligung lag mit 73,4 % höher als je zuvor in Wahlmännerwahlen, jedoch niedriger als in der Parlamentswahl 1954. Die Abstimmung endete in einem deutlichen Sieg für Kekkonen. Sein Wahlbund erhielt 26,9 % der Stimmen und 88 Wahlmänner. Im Jahr 1950, als Kekkonen ebenfalls Kandidat gewesen war, hatte er nur 62 Wahlmännermandate errungen.
Die anderen Kandidaten blieben hinter den Erwartungen zurück. Tuomioja blieb mit 57 Wahlmännern nur Dritter hinter Fagerholm, aus dessen Wahlbund 72 Wahlmänner gewählt wurden. Kilpi erzielte mit 56 Wahlmännern ein deutlich hinter der parlamentarischen Stärke seiner Partei zurückbleibendes Resultat. Törngren war mit 20, Rydman mit sieben Wahlmännern vertreten.
Die Wahlen hatten keinem der Kandidaten einen solchen Sieg beschert, dass dessen Wahl zum Präsidenten hätte gesichert erscheinen können. Die Zeit bis zum Zusammentreten der Wahlmänner zur Präsidentenwahl war daher von intensiven Sondierungsgesprächen und Verhandlungen gekennzeichnet, die jedoch bis zum Wahltag keine eindeutigen Ergebnisse erbrachten. Im Lager Kekkonens ging man davon aus, dass die Unterstützung der Volksdemokraten unerlässlich sei und man diese auch gewinnen werde. Die fehlenden sieben Stimmen hoffte man aus dem Lager der Schwedischen Volkspartei und der Volkspartei Finnlands zu erhalten. Letztere geriet mit ihren sieben Wahlmännern bald in eine Schlüsselstellung. Sie wurde auch von der Sammlungspartei und den Sozialdemokraten umworben.
Viel schien davon abzuhängen, wer in einem angenommenen dritten Wahlgang der Gegenkandidat Kekkonens wäre. Im Landbund ging man davon aus, die besten Chancen auf ein Abwerben bürgerlicher Stimmen zu haben, wenn der Gegner Fagerholm hieße. Andererseits hatten die Sozialdemokraten auch Bedenken gegen eine Unterstützung Tuomiojas angedeutet, wenn dieser gegen Kekkonen antreten würde. Bald nach der Wahl brachte die bürgerliche Presse daher die Möglichkeit eines gemeinsamen Kompromisskandidaten ins Spiel. Hier wurde einerseits mit Väinö Tanner, andererseits mit dem amtierenden Präsidenten Paasikivi spekuliert, ohne dass die Parteien konkrete Einigung erzielt hätten. Gleichzeitig sondierten die Volksdemokraten erneut die Möglichkeit eines gemeinsamen Kandidaten mit den Sozialdemokraten. Diese zeigten sich aber nicht interessiert. Schließlich begannen die Präsidentenwahlen am 15. Februar mit den ursprünglichen Kandidaten.

## Präsidentenwahl
| Kandidat        | Stimmen in Wahlgang | Stimmen in Wahlgang | Stimmen in Wahlgang |
| Kandidat        | 1                   | 2                   | 3                   |
| --------------- | ------------------- | ------------------- | ------------------- |
| Urho Kekkonen   | 88                  | 102                 | 151                 |
| K.A. Fagerholm  | 72                  | 114                 | 149                 |
| J.K. Paasikivi  | –                   | 84                  | –                   |
| Sakari Tuomioja | 57                  | –                   | –                   |
| Eino Kilpi      | 56                  | –                   | –                   |
| Ralf Törngren   | 20                  | –                   | –                   |
| Eero Rydman     | 7                   | –                   | –                   |

Die 300 Wahlmänner und -frauen traten am 15. Februar 1956 um 15 Uhr im Parlamentsgebäude in Helsinki zusammen. Als Vorsitzender der Versammlung fungierte den Vorschriften der Verfassung entsprechend der Ministerpräsident Urho Kekkonen, obwohl dieser selbst Präsidentschaftskandidat war. Im ersten Wahlgang stimmten alle Gruppierungen geschlossen für ihre jeweiligen Kandidaten. Die Verfassung sah für den Fall, dass keiner der Kandidaten eine absolute Stimmenmehrheit erhält, die sofortige Abhaltung des zweiten Wahlganges vor. Um den politischen Gruppierungen noch einmal Gelegenheit zu Verhandlungen zu geben, wurde die Sitzung jedoch zum Zwecke der Stimmnachzählung unterbrochen. Die Verhandlungspause zog sich letztlich auf fast vier Stunden hin.
Die Verhandlungen auf den Gängen und in den Sälen des Parlamentsgebäudes waren fieberhaft. Johannes Virolainen, der über Jahrzehnte an der Spitze der finnischen Politik beteiligt war, schrieb 1984:

„Ich habe nie zuvor und nie danach im Parlamentsgebäude eine solche Flut von Verhandlungen, Vorhersagen, Gerüchten und sich schnell ändernden Informationen erlebt wie am 15. Februar 1956.“

Die Sammlungspartei und die beiden Volksparteien kamen in einer gemeinsamen Verhandlung zu dem Beschluss, dass nur eine Kandidatur Paasikivis die Wahl Kekkonens noch verhindern könne. Als man mit dem amtierenden Präsidenten Kontakt aufnahm, setzte dieser für eine Kandidatur die Unterstützung auch durch den Landbund voraus, was unter den gegebenen Umständen als ausgeschlossen gelten konnte. In der Folge setzten sich auch Vertreter des rechten Flügels der Sozialdemokraten um Tanner für eine Wahl Paasikivis ein. Die Mehrheit der sozialdemokratischen Wahlmännergruppe hielt aber an dem früheren Beschluss fest, dass die Gruppe bis zum Schluss geschlossen hinter Fagerholm stehen sollte. Die Sammlungspartei und die Volksparteien entschlossen sich nichtsdestoweniger dafür, im zweiten Wahlgang für Paasikivi zu stimmen. Sie nahmen an, dass dieser ohne Weiteres den Sprung in den dritten Wahlgang schaffen und dort dann auch die Stimmen der Sozialdemokraten erhalten würde. Die Frage der Zustimmung Paasikivis blieb unklar, man ging aber davon aus, dass ihm letztlich die Unterstützung einer breiten Mehrheit genügen würde.
Derweil versuchten die Abgeordneten des Landbundes, sich die Unterstützung der Volksdemokraten zu sichern. Für diese war Ausgangspunkt, dass der Antikommunist Fagerholm nicht wählbar war. Dagegen wäre Paasikivi als Symbolfigur der sowjetfreundlichen Außenpolitik für die hinter den Volksdemokraten stehenden Kommunisten grundsätzlich ein annehmbarer Kandidat gewesen. Dennoch konnten sich die Gruppenvorsitzenden Arvo Korsimo vom Landbund und Hertta Kuusinen von den Volksdemokraten auf ein abgestimmtes Vorgehen einigen. Entscheidend war für Letztere, dass die Wahl Paasikivis von den ärgsten politischen Gegnern betrieben wurde und daher verhindert werden müsse. Die Volksdemokraten versprachen daher, ihre Stimmen so unter Kekkonen und Fagerholm aufzuteilen, dass diese – und nicht Paasikivi – in den dritten Wahlgang einziehen.
Gegen 19:45 Uhr traten die Wahlmänner wieder zusammen und Kekkonen verkündete das offizielle Ergebnis des ersten Wahlganges. Sodann wurde zum zweiten Wahlgang geschritten. In diesem erhielten Fagerholm 114, Kekkonen 102 und Paasikivi 84 Stimmen.
Das Vorgehen der Volksdemokraten und das Ausscheiden Paasikivis sorgte im bürgerlichen Lager für große Verärgerung. Auch nach dem zweiten Wahlgang wurde eine kurze Verhandlungspause organisiert. Die Sammlungspartei beschloss nun, sich geschlossen hinter Fagerholm zu stellen, obwohl drei Abgeordnete lieber für Kekkonen stimmen wollten. Ein ebensolcher Beschluss erging auch in der Wahlmännergruppe der Schwedischen Volkspartei. Deren Wahlmann Verner Korsbäck stellte sich allerdings offen gegen diesen Beschluss und kündigte an, für Kekkonen zu stimmen. Aus der Volkspartei Finnlands hatte der Landbund bereits nach dem ersten Wahlgang Signale erhalten, dass fünf der sieben Wahlmänner in einem entscheidenden Wahlgang Kekkonen stützen würden. Nach dieser Ausgangslage und unter der Annahme, dass die Wahlmänner des Landbundes und der Volksdemokraten geschlossen für Kekkonen stimmen würden, schien es mit 150 zu 150 Stimmen zu einem Patt zu kommen. In diesem Fall hätte das Los die Wahl entschieden.
Nach Durchführung des dritten Wahlganges sortierten die Wahlleiter die Stimmzettel in Stapel für Kekkonen und Fagerholm. Sodann, gegen 20:45 Uhr, las der zum Wahlleitergremium gehörende Väinö Leskinen, einer der erbittertsten Gegner Kekkonens, jeden einzelnen Stimmzettel laut vor, beginnend mit den Stimmen Kekkonens. Der Name Kekkonen erklang 151-mal. Nach einer nochmaligen Nachzählung der Stimmen verkündete der Versammlungsvorsitzende Urho Kekkonen, dass er zum Präsidenten der Republik für die Amtszeit vom 1. März 1956 bis zum 1. März 1962 gewählt worden sei, und schloss die Versammlung.

## „Die entscheidende Stimme“
Verlauf und Ausgang der Wahlen riefen stürmische Reaktionen hervor. Der Ärger der Unterlegenen richtete sich einerseits gegen die Volksdemokraten, die durch ihre taktische Stimmaufteilung Fagerholm in den dritten Wahlgang verholfen hatten. Andererseits entlud sich der Groll gegen die „Verräter“ aus dem bürgerlichen Lager. Unmittelbar nach der Wahl wie auch über Jahrzehnte später wurde über die Frage gerätselt, wer die entscheidende 151. Stimme für Kekkonen abgegeben hatte.
Als Kandidaten für den entscheidenden Überläufer wurden in hunderten Zeitungsartikeln Anna Flinck und Penna Tervo von den Sozialdemokraten, Ture Hollstén von der Schwedischen Volkspartei, Leo Mattila von der Volkspartei Finnlands sowie Helena Virkki und Aatto Koivisto von der Sammlungspartei gehandelt. Über die Jahre wurden zahlreiche sich widersprechende Enthüllungen gemacht. 1981 berichtete Kalle Kaihari in einem eigens veröffentlichten Buch, dass er die entscheidende Stimme von Penna Tervo organisiert habe. Im Jahr 2006 verkündeten die Nachkommen des verstorbenen Ture Hollstén, dass dieser der Überläufer gewesen sei. Kekkonen selbst meinte ebenfalls, den Überläufer zu kennen. 1974 erklärte er im Familienkreis, dass Niilo Kosola von der Sammlungspartei ihm seinen Stimmzettel gezeigt habe, unmittelbar bevor er ihn in die Urne warf, und dass auf diesem Kekkonens Name gestanden habe.
Kekkonen-Biograf Juhani Suomi stellt fest, dass sich, nachdem die politische Position Kekkonens sich stabilisiert hatte, so viele Wahlmänner aus dem Fagerholm-Lager zu einer Stimmabgabe für Kekkonen bekannt hätten, dass das Ergebnis gänzlich anders hätte aussehen müssen. Da er auch tatsächlich mehrere Überläuferversionen für glaubwürdig hält, neigt er zu der Annahme, dass es die eine entscheidende Stimme in Wirklichkeit nicht gegeben habe. Stattdessen habe es möglicherweise auf beiden Seiten Überläufer gegeben, die Gruppen des Landbundes und der Volksdemokraten hätten in Wirklichkeit nicht geschlossen hinter Kekkonen gestanden.
Allen Verhinderungsversuchen zum Trotz wurde Urho Kekkonen am 1. März 1956 der achte Präsident der Republik Finnland. Er sollte dieses Amt für fast 26 Jahre bis 1982 innehaben und damit zur dominierenden Figur der finnischen Nachkriegspolitik werden.